# Истязание в санатории «Приволье»
Видеозаписи истязания, кастрации и убийства украинского военнопленного, совершённого в санатории «Приволье» российским военнослужащим, были опубликованы в сети 28 июля 2022 года. На видео, распространившихся через пророссийские источники, было запечатлено, как российский военнослужащий канцелярским ножом кастрировал, издевался, а затем убил выстрелом в голову связанного пленённого украинского солдата. Видео вызвали широкий международный резонанс. Интернет-издание The Insider и расследовательская группа Bellingcat в результате проведённого совместного расследования пришли к выводу, что убийцей является тувинец Очур-Суге Монгуш 1993 года рождения, служивший в чеченском батальоне «Ахмат».

## Убийство
Согласно выводам Bellingcat, убийство произошло на территории санатория «Приволье» неподалёку от города Приволье в Луганской области. Издание The Insider отметило, что время тяжело определить по видеозаписям.
У украинского военнопленного были связаны руки, сам он лежал на земле. Его избили, после чего российский военнослужащий Очур-Суге Монгуш разрезал на военнопленном одежду и нижнее белье, и канцелярским ножом отрезал жертве мошонку. После этого пленник был застрелен в упор, а его тело привязали к автомобилю и неопределённое время тащили волоком.

## Расследование
Интернет-издание The Insider и расследовательская группа Bellingcat провели совместное расследование, в результате которого удалось установить место преступления и личность убийцы.
Мужчина, истязавший и убивший пленника на видео, был идентифицирован в других видеозаписях благодаря своим шляпе и браслету. Человек с такими же аксессуарами был запечатлён вместе с бойцами батальона «Ахмат» на видеозаписях российских телеканалов от 27 июня 2022 года, снятых на химическом заводе «Азот», перешедшем под контроль российских войск 25 июня. Следующая видеозапись с ним была опубликована 28 июня российским блоггером Патриком Ланкастером. На этой видеозаписи, помимо бойцов этого же батальона, был запечатлён белый автомобиль IKCO Sarmand с нарисованной на корпусе буквой «Z», который также присутствует на видео убийства. Третья видеозапись была опубликована 11 июля на YouTube-канале «Расследования и портреты»: получасовая запись была снята в районе реки Северский Донец к западу от Лисичанска.
Видеозаписи позволили получить портрет убийцы, который был использован для поиска через сервисы распознавания лиц. В результате через личные страницы и групповые фото вместе с бойцами «Ахмата» была установлена личность убийцы — им является тувинец Очур-Суге Монгуш 1993 года рождения.
Журналистам также удалось найти личные номера телефонов Монгуша и пообщаться с ним. Сам Монгуш отрицает свою причастность к пыткам и убийству, заявив, будто видео убийства было выложено Вооружёнными силами Украины после того, как они нашли насильника 10-летнего ребёнка, и было сфабриковано, а машину с символом «Z» Монгуш никогда не видел. Однако при этом он подтвердил, что на видеозаписях с химзавода «Азот» действительно он, что противоречит его показанию о том, что он не видел белый автомобиль, запечатлённый как на химзаводе, так и в видео убийства. Во время общения с журналистами Монгуш ещё несколько раз соврал: он заявлял, будто не имеет никакого отношения к батальону «Ахмат», хотя имеются совместные фотографии Монгуша с бойцами этого батальона; он заявлял, будто не держал в руках оружия, хотя на теперь удалённой личной странице Монгуш выложил свои фотографии с оружием; он заявил, что приехал «домой», где ему спокойнее и где его никто не найдёт, при этом несколько раз повторил, что находится сейчас в Москве, что противоречит открытым данным и базе регистрации, в которых указано, что он жил в Кызыле и Санкт-Петербурге.
Свидетельства Монгуша помогли установить место преступления: так, он сказал журналистам, что по данным ФСБ России, видео было снято в санатории «Приволье» на восточном берегу Северского Донца. Bellingcat, сопоставив кадры из видеозаписи с фотографиями местности, подтвердили эту версию, а в видеозаписи Ютуб-канала «Расследования и портреты» бойцы батальона «Ахмат» снимались в нескольких десятках метрах от точного места преступлений.

## Реакция
Мари Стразерс, директор международной правозащитной организации Amnesty International по Восточной Европе и Центральной Азии, считает, что нападение — «ещё один предположительный пример полного пренебрежения к человеческой жизни и достоинству в Украине со стороны российских войск».
29 июля Уполномоченный Верховной Рады Украины по правам человека Дмитрий Лубинец обратился в Генеральную прокуратуру Украины с просьбой проверить видеозаписи на предмет фиксации военного преступления. Старший советник Конгресса США Пол Массаро заявил, что российские военные преступления — «оскорбление для всего человечества», и призвал власти США как можно скорее передать Украине современные танки и дальнобойные ракеты ATACMS для реактивных систем залпового огня HIMARS. 9 декабря 2022 года Очур-Суге Монгуш и ближайшие члены его семьи были включены в санкционный список США.
Ряд российских пропагандистов заявлял, будто видео является постановкой. Однако телеграм-канал батальона русских неонацистов ДШРГ «Русич», а также один из бойцов батальона не стали отрицать факта военного преступления и выразили ему поддержку.